# كوبا أمريكا فمنينا
كوبا أمريكا فيمنينا (بطولة أمريكا الجنوبية للسيدات) هي المسابقة الرئيسية في كرة القدم النسائية بين المنتخبات وطنية لاتحاد الكونميبول.

## الفائزون
| سنة         | مستضيف    | نهائي       | نهائي                                                         | نهائي       | مركز ثالث    | مركز ثالث                                                     | مركز ثالث         |
| سنة         | مستضيف    | فائز        | نتيجة                                                         | وصبف        | مركز ثالث    | نتيجة                                                         | مركز رابع         |
| ----------- | --------- | ----------- | ------------------------------------------------------------- | ----------- | ------------ | ------------------------------------------------------------- | ----------------- |
| 1991 تفاصيل | البرازيل  | · البرازيل  | دورة روبن مفردة لعب المنتخب في مواجهة كل منافس مرة واحدة فقط. | · تشيلي     | · فنزويلا    | لا يوجد                                                       | لا يوجد مركز رابع |
| 1995 تفاصيل | البرازيل  | · البرازيل  | 2 - 0                                                         | · الأرجنتين | · تشيلي      | دورة روبن مفردة لعب المنتخب في مواجهة كل منافس مرة واحدة فقط. | · الإكوادور       |
| 1998 تفاصيل | الأرجنتين | · البرازيل  | 7 - 1                                                         | · الأرجنتين | · بيرو       | 3–3 (ب.و.إ.) (5–4 ركلات الترجيح)                              | · الإكوادور       |
| 2003 تفاصيل | بيرو      | · البرازيل  | دورة روبن مفردة لعب المنتخب في مواجهة كل منافس مرة واحدة فقط. | · الأرجنتين | · كولومبيا   | دورة روبن مفردة لعب المنتخب في مواجهة كل منافس مرة واحدة فقط. | · بيرو            |
| 2006 تفاصيل | الأرجنتين | · الأرجنتين | دورة روبن مفردة لعب المنتخب في مواجهة كل منافس مرة واحدة فقط. | · البرازيل  | · الأوروغواي | دورة روبن مفردة لعب المنتخب في مواجهة كل منافس مرة واحدة فقط. | · باراغواي        |
| 2010 تفاصيل | الإكوادور | · البرازيل  | دورة روبن مفردة لعب المنتخب في مواجهة كل منافس مرة واحدة فقط. | · كولومبيا  | · تشيلي      | دورة روبن مفردة لعب المنتخب في مواجهة كل منافس مرة واحدة فقط. | · الأرجنتين       |
| 2014 تفاصيل | الإكوادور | · البرازيل  | دورة روبن مفردة لعب المنتخب في مواجهة كل منافس مرة واحدة فقط. | · كولومبيا  | · الإكوادور  | دورة روبن مفردة لعب المنتخب في مواجهة كل منافس مرة واحدة فقط. | · الأرجنتين       |
| 2018 تفاصيل | تشيلي     | · البرازيل  | دورة روبن مفردة لعب المنتخب في مواجهة كل منافس مرة واحدة فقط. | · تشيلي     | · الأرجنتين  | دورة روبن مفردة لعب المنتخب في مواجهة كل منافس مرة واحدة فقط. | · كولومبيا        |

## الهدافون
| السنة | اللاعب         | المنتخب   | الأهداف | المباريات |
| ----- | -------------- | --------- | ------- | --------- |
| 1991  | أدري           | البرازيل  | 4       | 2         |
| 1995  | سيسي           | البرازيل  | 12      | 4         |
| 1998  | روزيلي         | البرازيل  | 16      | 6         |
| 2003  | ماريزول ميدينا | الأرجنتين | 7       | 5         |
| 2006  | كريستيان       | البرازيل  | 12      | 7         |
| 2010  | مارتا          | البرازيل  | 9       | 7         |
| 2014  | كريستيان       | البرازيل  | 6       | 7         |
| 2018  | اوسمي          | كولومبيا  | 9       | 7         |

## سجل المنتخبات المشاركة
مفتاح الجدول
- 1st – الفائز
- 2nd – الوصيف
- 3rd – المركز الثالث
- 4th – المركز الرابع
- 5th – المركز الخامس
- GS – مرحلة المجموعات
- q – متأهل
- – المستضيف

| المنتخب    | 1991 | 1995 | 1998 | 2003 | 2006 | 2010 | 2014 | 2018 | المجموع |
| ---------- | ---- | ---- | ---- | ---- | ---- | ---- | ---- | ---- | ------- |
| الأرجنتين  | —    | 2nd  | 2nd  | 2nd  | 1st  | 4th  | 4th  | 3rd  | 7       |
| بوليفيا    | —    | 5th  | GS   | GS   | GS   | GS   | GS   | GS   | 7       |
| البرازيل   | 1st  | 1st  | 1st  | 1st  | 2nd  | 1st  | 1st  | 1st  | 8       |
| تشيلي      | 2nd  | 3rd  | GS   | GS   | GS   | 3rd  | GS   | 2nd  | 8       |
| كولومبيا   | —    | —    | GS   | 3rd  | GS   | 2nd  | 2nd  | 4th  | 6       |
| الإكوادور  | —    | 4th  | 4th  | GS   | GS   | GS   | 3rd  | GS   | 7       |
| باراغواي   | —    | —    | GS   | GS   | 4th  | GS   | GS   | GS   | 6       |
| بيرو       | —    | —    | 3rd  | 4th  | GS   | GS   | GS   | GS   | 6       |
| الأوروغواي | —    | —    | GS   | GS   | 3rd  | GS   | GS   | GS   | 6       |
| فنزويلا    | 3rd  | —    | GS   | GS   | GS   | GS   | GS   | GS   | 7       |